# Златан Ибрахимовић
Златан Ибрахимовић (Малме, 3. октобар 1981) бивши је шведски фудбалер и репрезентативац. Играо је на позицији нападача.

## Каријера
Ибрахимовић је рођен у Шведској у породици емиграната из бивше Југославије. Његов отац Шефик је из Бијељине, а мајка Јурка Гравић из Задра. Златан је почео да тренира фудбал у екипи Малме БИ, а играо је још и у млађим категоријама екипе ФБК Балкан. Први професионални уговор је потписао 1996. са екипом Малмеа. За први тим је почео да игра од 1999. Те сезоне је Малме првенство завршио на тринаестом месту на табели које је водило у нижи ранг такмичења. После само једне сезоне проведене у другој лиги, екипа Малмеа се вратила у прву. Ибрахимовићеве добре партије су скренуле пажњу Арсена Венгера, који је покушао да га доведе у Арсенал. Лео Бенхакер, тадашњи технички директор Ајакса је био бржи и успео је да постигне договор 22. марта 2001. са управом Малмеа. Према том договор Ибрахимовић је у наредном летњем прелазном року прешао у Ајакс уз обештећење од 7,8 милиона евра.
По доласку у Ајакс није пуно добијао шансу да игра код тренера Ко Адријансеа. Адријансе је неколико месеци после доласка Ибрахимовића у клуб, крајем новембра 2001. добио отказ због лоших резултата. На место тренера је постављен Роналд Куман који је одмах уврстио Ибрахимовића у стартних једанест. У тој првој његовој сезони Ајакс је дошао до титуле. Наредне сезоне, на свом дебију у Лиги шампиона 17. септембра 2002. Ибрахимовић је постигао два гола против Олимпик Лиона за победу од 2-1. У својој последњој сезони у клубу, био је стрелац невероватног гола против НАЦ Бреде 22. августа 2004. Тај гол је касније проглашен за најлепши гол 2004. године у избору гледалаца Еуроспорта. Само неколико дана после тог постигнутог гола, прешао је у Јувентус уз обештећење од 16 милиона евра.
По доласку у Јувентус искористио је повреду до тада стандардног Давида Тезегеа и изборио се за место у стартној постави. У првој сезони био је стрелац 16 голова за свој клуб. Његов менаџер је крајем те сезоне изјавио да је Јувентус одбио понуду Реал Мадрида од 70 милиона евра за Ибрахимовића. Наредне сезоне је играо у знатно слабијој форми. На то је утицало и то што му је тренер променио позицију па је више играо по боку него у шпицу напада. Зато је постигао мање голова а чешће био асистент. Те сезоне је Јувентус због скандала Калчополи кажњен избацивањем у Серију Б. Клуб је покушао да задржи Ибрахимовића али он није желео да игра у другој лиги.
У Интер је прешао 10. августа 2006. уз обештећење од 24,8 милиона евра и при томе је потписао четворогодишњи уговор. Трансфер је договорен само неколико дана након што је и Патрик Вијера отишао у истом смеру. Први гол постигао је у првенству против Фјорентине, а на том мечу био је и асистент. Прву сезону у Интеру завршио је као најбољи стрелац екипе са 15 постигнутих голова. Те сезоне је Интер успео да освоји прву титулу првака Италије након 17 година.
Стоти меч у Серији А је одиграо 16. септембра 2007. Након тога је продужио уговор са Интером до 2013. Против ПСВ Ајндховена је у Лиги шампиона 2. октобра 2007. постигао два гола, што су били његови први голови у Евро куповима од децембра 2005. а истовремено и први голови у дресу Интера на Евро сцени. У последњој сезони у Интеру био је стрелац гола против Болоње који је поново био изабран за гол године.
Након што је Максвел прешао из Интера у Барселону, ова два клуба су отпочела преговоре и око преласка Ибрахимовића. Барселона је понудила у замену за њега Самјуела Ета и новац. Понуда је била прихваћена и Ибрахимовић је представљен 27. јула 2009. навијачима на Камп ноу. Процењено је тада да је укупна вредност трансфера износила 66 милиона евра.
Дебитовао је 23. августа 2009. у Суперкупу Шпаније против Атлетик Билбаа и био је асистент за гол Лионела Месија. После овог трофеја Барселона је и у следећем такмичарском мечу у којем је играла освојила још један трофеј намењен освајач УЕФА суперкупа. На свом трећем наступу је постигао први гол. Било је то у првом колу првенства против Спортинг Хихона. У наредна три кола такође је био стрелац чиме је поставио клупски рекорд као једини играч који је био стрелац у сваком мечу у прва четири кола. Први гол у Лиги шампиона за Барселону је постигао 20. октобра 2009. против Рубина. Ту сезону је завршио са постигнутих 16 голова у првенству.
Милан је објавио 28. августа 2010. да је постигао договор са Барселоном о позајмици Ибрахимовића до краја сезоне. Према договору два клуба након истека позајмице Милан би могао да откупи његов уговор за 24 милиона евра. За Милан је дебитовао 11. септембра 2010. против Чезене. Први гол за нови клуб је постигао 15. септембра против Осера у Лиги шампиона.
Златан Ибрахимовић је шест пута заредом (од 2007. до 2012), освојио Златну лопту у Шведској - награду за најбољег шведског фудбалера у једној години.

## Репрезентација
Ибрахимовић је имао могућност да наступа за репрезентацију Босне и Херцеговине одакле потичу његови родитељи. Ипак је он одлучио да брани боје репрезентације Шведске, земље у којој је рођен. За репрезентацију је дебитовао 31. јануара 2001. против Фарских острва у Векшјоу.
Био је учесник Светског првенства 2002. на коме је његова репрезентација била елиминисана у осмини финала од Сенегала. На Европском првенству 2004. био је стартер на свим мечевима своје репрезентације. У убедљивој победи против Бугарске од 5-0, био је стрелац једног гола и то из једанаестерца. У дргој утакмици против Италије је био стрелац изједначујућег гола пред сам крај утакмице. Шведска је учешће на том првенству завршила у четвртини финала поразом од Холандије након пенал серије. Ибрахимовић је био један од играча који није био прецизан са беле тачке.
На Светском првенству 2006. Шведска је поново елиминисана у осмини финала, овога пута од Немачке. Пред квалификациону утакмицу за Европско првенство 2008. са репрезентацијом Лихтенштајна 6. септембра 2006. Ибрахимовић је заједно са Кристијаном Вилхелмсоном и Олафом Мелбергом напустио карантин како би отишли у ноћни клуб. Селектор Ларс Лагербек их је сву тројицу одстранио из репрезентације за ту утакмицу. Вилхелмсоном и Мелберг су без речи прихватили казну док је Ибрахимовић сматрао да она није поштена те је одбијао да игра за репрезентацију све до марта 2007.
Није успео да постигне гол за репрезентацију пуне две године. Тај пост је прекинуо у првој утакмици Европског првенства 2008. против Грчке 10. јуна 2008, а био је стрелац и четири дана касније против Шпаније. На том првенству Шведска није успела да прође групу. Током квалификација за Европско првенство 2012. Ибрахимовић је постављен за капитена националне селекције.
У јуну 2016. године, након наступа на Европском првенству у Француској, повукао се из репрезентације за коју је наступао 15 година.
Дана 16. марта 2021, селектор репрезентације Шведске саопштио је списак за квалификације за СП2022, на коме се нашао и Златан Ибрахимовић.

## Статистика

#### Клуб
Ажурирано 4. јуна 2023. године.
| Клуб                | Сезона            | Лига    | Лига   | Куп     | Куп    | Европа1 | Европа1 | Друго2  | Друго2 | Укупно  | Укупно |
| Клуб                | Сезона            | Наступи | Голови | Наступи | Голови | Наступи | Голови  | Наступи | Голови | Наступи | Голови |
| ------------------- | ----------------- | ------- | ------ | ------- | ------ | ------- | ------- | ------- | ------ | ------- | ------ |
| Малме               | 1999.             | 6       | 1      | —       | —      | —       | —       | —       | —      | 6       | 1      |
| Малме               | 2000.             | 26      | 12     | 3       | 2      | —       | —       | —       | —      | 29      | 14     |
| Малме               | 2001.             | 8       | 3      | 4       | 0      | —       | —       | —       | —      | 12      | 3      |
| Малме               | Укупно            | 40      | 16     | 7       | 2      | —       | —       | —       | —      | 47      | 18     |
| Ајакс               | 2001–02.          | 24      | 6      | 3       | 1      | 6       | 2       | —       | —      | 33      | 9      |
| Ајакс               | 2002–03.          | 25      | 13     | 3       | 3      | 13      | 5       | 1       | 0      | 42      | 21     |
| Ајакс               | 2003–04.          | 22      | 13     | 1       | 0      | 8       | 2       | —       | —      | 31      | 15     |
| Ајакс               | 2004–05.          | 3       | 3      | —       | —      | —       | —       | 1       | 0      | 4       | 3      |
| Ајакс               | Укупно            | 74      | 35     | 7       | 4      | 27      | 9       | 2       | 0      | 110     | 48     |
| Јувентус            | 2004–05.          | 35      | 16     | 0       | 0      | 10      | 0       | —       | —      | 45      | 16     |
| Јувентус            | 2005–06.          | 35      | 7      | 2       | 0      | 9       | 3       | 1       | 0      | 47      | 10     |
| Јувентус            | Укупно            | 70      | 23     | 2       | 0      | 19      | 3       | 1       | 0      | 92      | 26     |
| Интер               | 2006–07.          | 27      | 15     | 1       | 0      | 7       | 0       | 1       | 0      | 36      | 15     |
| Интер               | 2007–08.          | 26      | 17     | 0       | 0      | 7       | 5       | 1       | 0      | 34      | 22     |
| Интер               | 2008–09.          | 35      | 25     | 3       | 3      | 8       | 1       | 1       | 0      | 47      | 29     |
| Интер               | Укупно            | 88      | 57     | 4       | 3      | 22      | 6       | 3       | 0      | 117     | 66     |
| Барселона           | 2009–10.          | 29      | 16     | 2       | 1      | 10      | 4       | 4       | 0      | 45      | 21     |
| Барселона           | 2010–11.          | —       | —      | —       | —      | —       | —       | 1       | 1      | 1       | 1      |
| Барселона           | Укупно            | 29      | 16     | 2       | 1      | 10      | 4       | 5       | 1      | 46      | 22     |
| Милан               | 2010–11.          | 29      | 14     | 4       | 3      | 8       | 4       | —       | —      | 41      | 21     |
| Милан               | 2011–12.          | 32      | 28     | 3       | 1      | 8       | 5       | 1       | 1      | 44      | 35     |
| Милан               | Укупно            | 61      | 42     | 7       | 4      | 16      | 9       | 1       | 1      | 85      | 56     |
| Париз Сен Жермен    | 2012–13.          | 34      | 30     | 2       | 2      | 9       | 3       | 1       | 0      | 46      | 35     |
| Париз Сен Жермен    | 2013–14.          | 33      | 26     | 2       | 3      | 8       | 10      | 3       | 2      | 46      | 41     |
| Париз Сен Жермен    | 2014–15.          | 24      | 19     | 3       | 4      | 6       | 2       | 4       | 5      | 37      | 30     |
| Париз Сен Жермен    | 2015–16.          | 31      | 38     | 6       | 7      | 10      | 5       | 4       | 0      | 51      | 50     |
| Париз Сен Жермен    | Укупно            | 122     | 113    | 13      | 16     | 33      | 20      | 12      | 7      | 180     | 156    |
| Манчестер јунајтед  | 2016–17.          | 28      | 17     | 1       | 1      | 11      | 5       | 6       | 5      | 46      | 28     |
| Манчестер јунајтед  | 2017–18.          | 5       | 0      | 0       | 0      | 1       | 1       | 1       | 0      | 7       | 1      |
| Манчестер јунајтед  | Укупно            | 33      | 17     | 1       | 1      | 12      | 5       | 7       | 6      | 53      | 29     |
| Лос Анђелес галакси | 2018.             | 27      | 22     | 0       | 0      | —       | —       | —       | —      | 27      | 22     |
| Лос Анђелес галакси | 2019.             | 29      | 30     | 0       | 0      | 2       | 1       | —       | —      | 31      | 31     |
| Лос Анђелес галакси | Укупно            | 56      | 52     | 0       | 0      | 2       | 1       | 0       | 0      | 58      | 53     |
| Милан               | 2019–20.          | 18      | 10     | 2       | 1      | —       | —       | —       | —      | 20      | 11     |
| Милан               | 2020–21.          | 19      | 15     | 2       | 1      | 6       | 1       | —       | —      | 27      | 17     |
| Милан               | 2021–22.          | 23      | 8      | 0       | 0      | 4       | 0       | —       | —      | 27      | 8      |
| Милан               | 2022–23.          | 4       | 1      | 0       | 0      | —       | —       | —       | —      | 4       | 1      |
| Милан               | Укупно            | 64      | 34     | 4       | 2      | 10      | 1       | 0       | 0      | 78      | 37     |
| Укупно у каријери   | Укупно у каријери | 637     | 405    | 47      | 33     | 149     | 57      | 33      | 16     | 866     | 511    |

1 Укључује мечеве Лиге шампиона и УЕФА купа / УЕФА лиге Европе.
2 Укључује мечеве холандског суперкупа, италијанског суперкупа, шпанског суперкупа, француског суперкупа, француског лига купа, енглеског суперкупа, енглеског лига купа, Ју Ес опен купа, УЕФА суперкупа и Светског клупског првенства.

#### Репрезентација
| Национални тим | Година | Наступи | Голови |
| -------------- | ------ | ------- | ------ |
| Шведска        |        |         |        |
| 2001.          | 5      | 1       |        |
| 2002.          | 10     | 2       |        |
| 2003.          | 4      | 3       |        |
| 2004.          | 12     | 8       |        |
| 2005.          | 5      | 4       |        |
| 2006.          | 6      | 0       |        |
| 2007.          | 7      | 0       |        |
| 2008.          | 7      | 2       |        |
| 2009.          | 6      | 2       |        |
| 2010.          | 4      | 3       |        |
| 2011.          | 11     | 3       |        |
| 2012.          | 8      | 11      |        |
| 2013.          | 11     | 9       |        |
| 2014.          | 5      | 3       |        |
| 2015.          | 10     | 11      |        |
| 2016.          | 5      | 0       |        |
| 2021.          | 4      | 0       |        |
| 2022.          | 1      | 0       |        |
| 2023.          | 1      | 0       |        |
| Укупно         | Укупно | 122     | 62     |

## Трофеји
Ајакс
- Првенство Холандије (2) : 2001/02, 2003/04.
- Куп Холандије (1) : 2001/02.
- Суперкуп Холандије (1) : 2002.

Јувентус
- Првенство Италије (2) : 2004/05, 2005/06. (титуле одузете у афери Калчополи)

Интер
- Првенство Италије (3) : 2006/07, 2007/08, 2008/09.
- Суперкуп Италије (2) : 2006, 2008.

Барселона
- Првенство Шпаније (2) : 2009/10.
- Суперкуп Шпаније (2) : 2009, 2010.
- УЕФА суперкуп (1) : 2009.
- Светско клупско првенство (1) : 2009.

Милан
- Првенство Италије (2) : 2010/11, 2021/22.
- Суперкуп Италије (1) : 2011.

Париз Сен Жермен
- Првенство Француске (4) : 2012/13, 2013/14, 2014/15, 2015/16.
- Куп Француске (2) : 2014/15, 2015/16.
- Лига куп Француске (3) : 2013/14, 2014/15, 2015/16.
- Суперкуп Француске (3) : 2013, 2014, 2015.

Манчестер Јунајтед
- ФА Комјунити шилд (1) : 2016.
- Лига куп Енглеске (1) : 2016/17.
- Лига Европе (1) : 2016/17.